# Yim & Yoyo
Yim & Yoyo is een Nederlandse korte jeugdfilm uit 2012, geregisseerd door Anna van Keimpema en geproduceerd door Volt Films in samenwerking met KRO TV. De film combineert liveaction met 2D-animatie. Joery Verweij was verantwoordelijk voor de vormgeving van de film, inclusief het ontwerpen van de animatieachtergronden en het personage Yoyo.

## Plot
De film vertelt het verhaal van Yim, een verlegen Chinees jongetje dat geen vriendjes heeft en vaak alleen thuis is. Om de eenzaamheid te verdrijven, creëert hij een denkbeeldig vriendje: de getekende panda Yoyo. Samen beleven ze avonturen in een fantasierijke animatiewereld. Wanneer er een nieuw meisje in Yims klas komt, krijgt hij de kans om een echt vriendje te maken.

## Rolverdeling
- Jack Wong – Yim
- Aiko Beemsterboer – Lisa
- Darryl van Gonter – de stem van Yoyo
- Stefan Rokebrand – Erik
- Maarten Hutten – Meester Joris

## Prijzen
- Internationale Kurzfilmtage Oberhausen 2013: Prijs van de kinderjury in de categorie "8+".[1]
- Chicago International Children's Film Festival: Tweede prijs in de categorie "Adult Jury, Live-action Short".[2]